# Fay Moulton
Pour les articles homonymes, voir Moulton.
Fay Moulton (né le 7 avril 1876 et décédé le 18 février 1945) est un ancien athlète américain.

## Jeux olympiques
- Jeux olympiques d'été de 1904 à Saint-Louis  États-Unis:
  -  Médaille de bronze sur 60m.
- Jeux olympiques intercalaires de 1906 à Athènes  Grèce:
  -  Médaille d'argent sur 100m.